# بخش مرکزی شهرستان شهریار
 بخش مرکزی شهرستان شهریار ، یکی از بخش های شهرستان شهریار در استان تهران ایران است.

## تقسیمات کشوری
- بخش مرکزی شهرستان شهریار 
  - دهستان رزکان
  - دهستان قائم‌آباد
  - دهستان سعیدآباد
  - دهستان مویز

شهرها : شهریار ، اندیشه ، باغستان ، صباشهر ، شاهدشهر

## جمعیت
براساس سرشماری عمومی نفوس و مسکن در سال ۱۳۹۵، جمعیت بخش مرکزی شهرستان شهریار برابر با ۵۱۶،۰۲۲ نفر بوده‌است.